# NGC 120
NGC 120 é uma galáxia lenticular (SB0) localizada na direcção da constelação de Cetus. Possui uma declinação de -01° 30' 49" e uma ascensão recta de 0 horas, 27 minutos e 30,1 segundos.
A galáxia NGC 120 foi descoberta em 27 de Setembro de 1880 por Ernst Wilhelm Leberecht Tempel.